# جوزيبه بيانو
جيوسيبي بيانو (بالإيطالية: Giuseppe Peano) ، ولد في 27 أغسطس 1858م بكونيو وتوفي في كافوريتو قرب تورينو في 20 أبريل 1932، عالم رياضيات ولسانيات وفيلسوف إيطالي. اشتهر بيانو بأعماله حول المنهجية الرياضية وطريقة التفكير الرياضي والكتابة الرياضية، خصوصا في ما يتعلق بوضع المسلمات وبناء الخصائص والمبرهنات إضافة إلى اهتمامه بتوحيد وتأصيل ترميز وكتابة الرياضيات.

## حياته وأعماله
ولد بيانو في 1858 في إحدى ضيعات إقليم بييمونتي شمال غرب إيطاليا. عند بلوغه سن الثانية عشرة، تنبه عمه إلى نباهته المبكرة ودعمه للانتقال إلى تورينو لإتمام دراسته الثانوية والجامعية.
نال شهادة الدكتوراه في 1880 بجامعة تورينو وهو في سن الثانية والعشرين، ليشتغل أستاذا مساعدا للرياضي أنجيلو جينوتشي في نفس الجامعة. بعد سنتين تدهورت صحة جينوتشي ليضطر لتكليف بيانو بإلقاء دروس التفاضل والتكامل. أنجز بيانو أولى أعماله المهمة في هذا المجال الرياضي، حيث ألف كتابا في التفاضل والتكامل معتمدا على أعمال جينوتشي.
في 1886 تمكن من البرهنة على أن المعادلات التفاضلية {\displaystyle y'=f(x,y)} وباعتبار {\displaystyle f} دالة متصلة، تتوفر دائما على حل موضعي، ليس بالضرورة وحيدا، وهو ما يتمم ويعمم استنتاجات كوشي وليبشيتز الذين كانا يفرضان شروطا إضافية على الدالة {\displaystyle f}.
في 1887، سنة زواجه، بدأ بيانو بالاهتمام بالمنطق والتقعيد السليم للمفاهيم الرياضية إضافة إلى الترميز وطرق الكتابة الرياضية. على سبيل المثال، بيانو هو أول من عرف واستعمل رمزي الاتحاد {\displaystyle \bigcup } والتقاطع {\displaystyle \bigcap } في نظرية المجموعات.
اهتم كثيرا بالتعريف المسلماتي للمفاهيم الرياضية ومن أهمها تعريفه للفضاءات المتجهية ولمجموعة الأعداد الصحيحة الطبيعية عبر مسلماته الخمس الممعروفة ببديهيات بيانو.
اشتهر بيانو باهتمامه بتفاصيل الشرح والبرهنة والاستدلال الرياضي، شكلا ومضمونا، إضافة إلى صرامته في اشتراط الوضوح في تعريف المفاهيم الرياضية وهو ما قاده إلى اكتشاف العديد من الأخطاء المنهجية في بعض الأعمال الرياضية سواء كانت لعلماء سابقين أو بين معاصريه. كل هذا ساهم في اشتهاره بلقب «ملك الأمثلة المضادة» ومن أشهرها:
- منحنى بيانو، الذي يمكن من ملء متصل لمساحة مربع.[5]
- مثاله المضاد حول عدم تماثل المصفوفة الهيسية عند عدم توفر شروط مبرهنة شفارز.

بعد 1900، اهتم بيانو كثيرا بمشروع بناء لغة مصطنعة كونية موحدة، إنترلنغوا بيانو، وهي عبارة عن لاتينية بدون تصريف (Latino sine flexione) مغناة بمصطلحات إنجليزية وفرنسية وألمانية. استعملها كلغة لموسوعته الرياضية التي جمع فيها كل المبرهنات الرياضية المعروفة آنذاك ببراهينها المفصلة. نشرت الموسوعة سنة 1908 إلا أنها لم تلق انتشارا واسعا بسبب محدودية انتشار لغة إنترلنغوا بيانو.
على مستوى المسار المهني، عوض بيانو سنة 1890 جينوتشي في كرسي التفاضل والتكامل بجامعة تورينو، كما درس أيضا بالأكاديمية الملكية العسكرية الإيطالية. رغم أنه اشتهر في بداياته بمهاراته البيداغوجية إلا أنه فقد تدريجيا بريقه كأستاذ بسبب مغالاته في استعمال الرموز وبلغ الأمر حد إعفائه من التدريس في الأكاديمية العسكرية.

## روابط خارجية
- جوزيبه بيانو على موقع الموسوعة البريطانية (الإنجليزية)
- جوزيبه بيانو على موقع إن إن دي بي (الإنجليزية)